# Jaujac
Jaujac (en francès Jaujac) és un municipi francès situat al departament de l'Ardecha i a la regió d'Alvèrnia-Roine-Alps. L'any 2007 tenia 1.181 habitants.

## Demografia

### Població
El 2007 la població de fet de Jaujac era de 1.181 persones. Hi havia 556 famílies de les quals 240 eren unipersonals (88 homes vivint sols i 152 dones vivint soles), 156 parelles sense fills, 92 parelles amb fills i 68 famílies monoparentals amb fills.
La població ha evolucionat segons el següent gràfic:
Habitants censats

### Habitatges
El 2007 hi havia 965 habitatges, 583 eren l'habitatge principal de la família, 325 eren segones residències i 57 estaven desocupats. 763 eren cases i 144 eren apartaments. Dels 583 habitatges principals, 378 estaven ocupats pels seus propietaris, 180 estaven llogats i ocupats pels llogaters i 25 estaven cedits a títol gratuït; 56 tenien una cambra, 40 en tenien dues, 116 en tenien tres, 150 en tenien quatre i 221 en tenien cinc o més. 359 habitatges disposaven pel capbaix d'una plaça de pàrquing. A 281 habitatges hi havia un automòbil i a 171 n'hi havia dos o més.

### Piràmide de població
La piràmide de població per edats i sexe el 2009 era:
| Homes | Edats   | Dones |
| ----- | ------- | ----- |
| 0     | 95 o +  | 4     |
| 4     | 90 a 94 | 16    |
| 12    | 85 a 89 | 32    |
| 8     | 80 a 84 | 16    |
| 20    | 75 a 79 | 56    |
| 44    | 70 a 74 | 56    |
| 48    | 65 a 69 | 52    |
| 40    | 60 a 64 | 24    |
| 20    | 55 a 59 | 36    |
| 20    | 50 a 54 | 36    |
| 36    | 45 a 49 | 16    |
| 48    | 40 a 44 | 40    |
| 36    | 35 a 39 | 32    |
| 40    | 30 a 34 | 28    |
| 4     | 25 a 29 | 24    |
| 24    | 20 a 24 | 20    |
| 20    | 15 a 19 | 12    |
| 44    | 10 a 14 | 16    |
| 32    | 5 a 9   | 12    |
| 28    | 0 a 4   | 16    |

## Economia
El 2007 la població en edat de treballar era de 601 persones, 410 eren actives i 191 eren inactives. De les 410 persones actives 339 estaven ocupades (182 homes i 157 dones) i 71 estaven aturades (36 homes i 35 dones). De les 191 persones inactives 79 estaven jubilades, 43 estaven estudiant i 69 estaven classificades com a «altres inactius».

### Ingressos
El 2009 a Jaujac hi havia 534 unitats fiscals que integraven 1.104 persones, la mediana anual d'ingressos fiscals per persona era de 15.649 €.

### Activitats econòmiques
Dels 61 establiments que hi havia el 2007, 2 eren d'empreses extractives, 4 d'empreses alimentàries, 3 d'empreses de fabricació d'altres productes industrials, 9 d'empreses de construcció, 14 d'empreses de comerç i reparació d'automòbils, 2 d'empreses de transport, 9 d'empreses d'hostatgeria i restauració, 2 d'empreses immobiliàries, 2 d'empreses de serveis, 7 d'entitats de l'administració pública i 7 d'empreses classificades com a «altres activitats de serveis».
Dels 21 establiments de servei als particulars que hi havia el 2009, 1 era una oficina de correu, 2 tallers de reparació d'automòbils i de material agrícola, 3 paletes, 2 guixaires pintors, 2 fusteries, 2 lampisteries, 5 perruqueries i 4 restaurants.
Dels 7 establiments comercials que hi havia el 2009, 1 era una botiga de més de 120 m², 3 fleques, 2 carnisseries i 1 una peixateria.
L'any 2000 a Jaujac hi havia 23 explotacions agrícoles.

## Equipaments sanitaris i escolars
L'únic equipament sanitari que hi havia el 2009 era una farmàcia.
El 2009 hi havia una escola elemental.

## Poblacions més properes
El següent diagrama mostra les poblacions més properes.